# Céline Salletteová
Céline Salletteová (nepřechýleně Sallette; * 25. dubna 1980 Bordeaux, Francie) je francouzská herečka. Studovala na pařížské divadelní konzervatoři CNSAD. Její první filmovou rolí byla menší role ve filmu Pravidelní milenci režiséra Philippe Garrela, se kterým později spolupracovala ještě na filmu Un été brûlant. Rovněž hrála v různých divadelních hrách.

## Filmografie (výběr)
- Pravidelní milenci (2005)
- Na útěku (2006)
- Úsměv Melody (2007)
- Velké alibi (2008)
- Život po životě (2010)
- Nevěstinec (2011)
- Un été brûlant (2011)
- Zde na zemi (2012)
- Na dřeň (2012)
- Kapitál (2012)
- Mon âme par toi guérie (2013)